# Châu Đốc, An Giang
Châu Đốc là một phường thuộc tỉnh An Giang, Việt Nam.

## Địa lý
- Phía Đông giáp các xã Vĩnh Hậu, Châu Phong, Hòa Lạc, Mỹ Đức
- Phía Tây giáp Campuchia
- Phía Nam giáp phường Vĩnh Tế và xã Mỹ Đức
- Phía Bắc giáp xã An Phú

## Lịch sử
Dưới thời Việt Nam Cộng hòa, địa bàn phường Châu Phú B hiện nay là một phần xã Châu Phú thuộc quận Châu Phú, tỉnh Châu Đốc.
Sau năm 1975, xã Châu Phú được chia thành hai xã Châu Phú A và Châu Phú B thuộc thị xã Châu Đốc, tỉnh An Giang.
Ngày 25 tháng 4 năm 1979, Hội đồng Chính phủ ban hành Quyết định 181-CP năm 1979. Theo đó:
- Sáp nhập 1/2 ấp Châu Thới 1 và 1/2 ấp Châu Thới 2 của xã Châu Phú A (theo đường rãnh lòng kinh Vĩnh tế, qua lòng kinh cầu số 4 đến giữa lộ núi Sam – Châu Đốc) vào xã Châu Phú B
- Tách ấp Mỹ Chánh 1, 1/2 ấp Mỹ Hòa của xã Mỹ Đức, huyện Châu Phú; ấp Châu Long 1, ấp Châu Long 6 của xã Châu Phú B để thành lập xã Vĩnh Mỹ
- Thành lập phường Châu Phú B trên cơ sở phần diện tích tự nhiên và quy mô dân số còn lại của xã Châu Phú B

Ngày 12 tháng 6 năm 2025, Ủy ban Thường vụ Quốc hội ban hành Nghị quyết số 1654/NQ-UBTVQH15 về việc sắp xếp các đơn vị hành chính cấp xã của tỉnh An Giang. Theo đó, toàn bộ diện tích tự nhiên, quy mô dân số của các phường Vĩnh Nguơn, Châu Phú A, Châu Phú B, Vĩnh Mỹ và một phần diện tích tự nhiên, quy mô dân số của xã Vĩnh Châu thành phường mới có tên gọi là phường Châu Đốc.

## Di tích - Danh thắng
- Đình Châu Phú nằm ở góc đường Trần Hưng Đạo - Nguyễn Văn Thoại vốn là đền thờ Nguyễn Hữu Cảnh (đền Lễ Công), do Nguyễn Văn Thoại xây dựng, là một trong 2 đền thờ Nguyễn Hữu Cảnh tại tỉnh An Giang nhà Nguyễn, được nói đến trong Đại Nam nhất thống chí (đền Lễ Công còn lại là đền vốn đã từng nằm trên cù lao Cây Sao (cù lao Ông Chưởng) giữa sông Hậu, nay là cù lao Mỹ Hòa Hưng cũng là xã cùng tên của thành phố Long Xuyên).[3]
- Đình Vĩnh Nguơn

## Hình ảnh

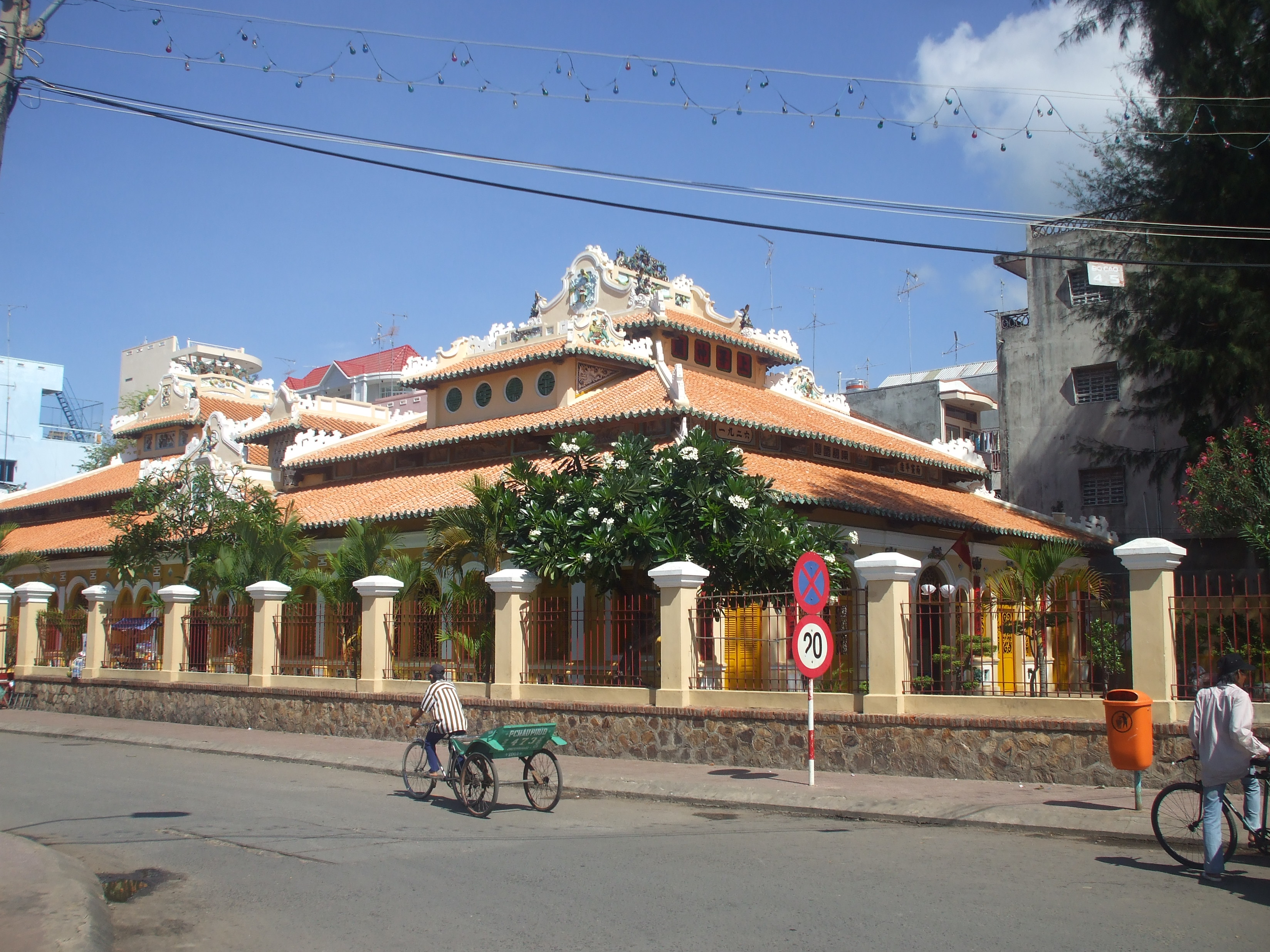
Toàn cảnh đình Châu Phú
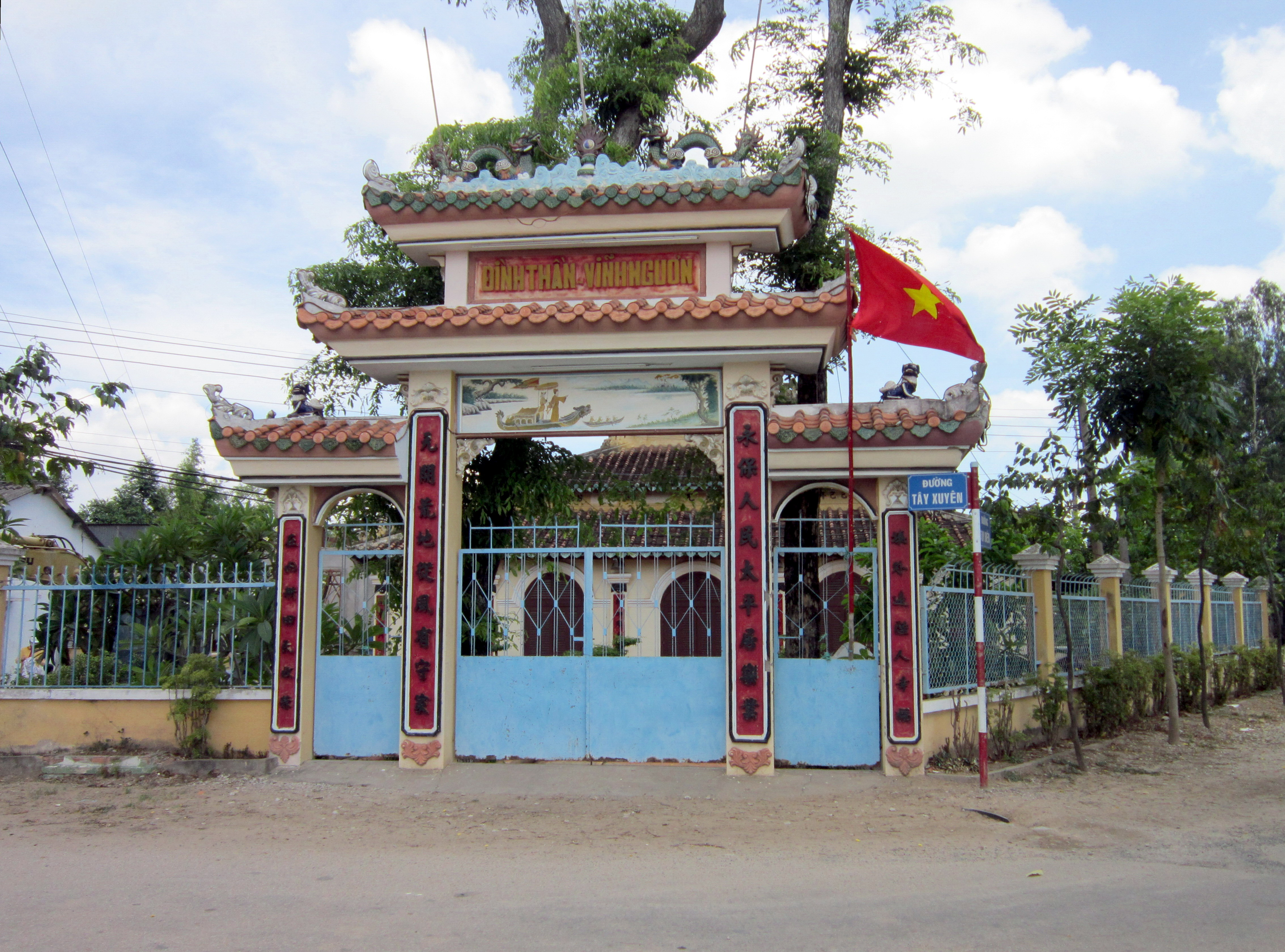
Đình Vĩnh Nguơn
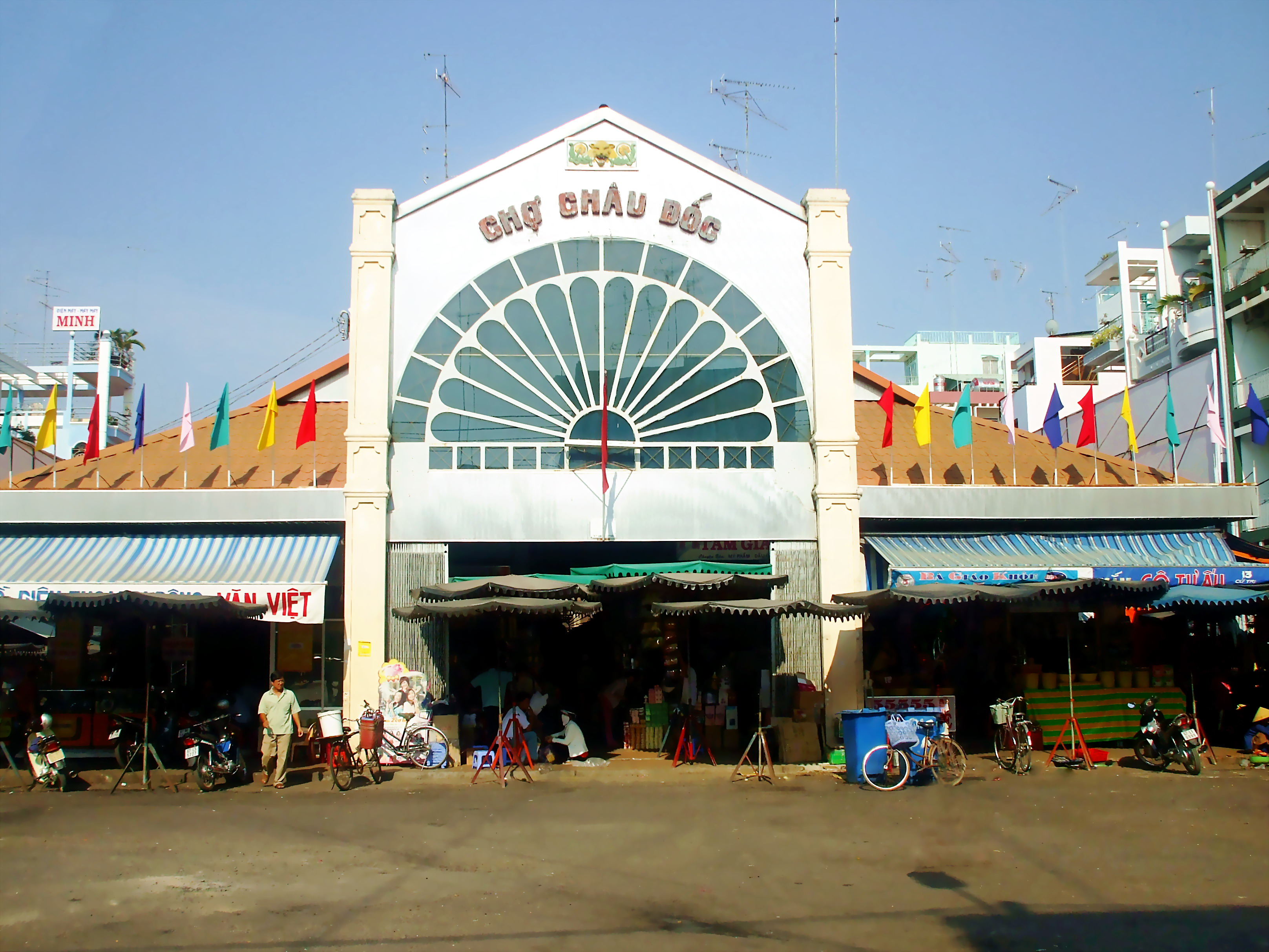
Chợ Châu Đốc